# コブス・ハイサマン
コブス・ハイサマン（Kobus Huisamen、1971年7月17日 - ）は、南アフリカの男性キックボクサー、総合格闘家。西ケープ州ケープタウン出身。韓国在住。スティーブズ・ジム所属。

## 来歴
2002年10月17日、全日本キックボクシング連盟に初参戦。西田和嗣にKO勝ち。
2002年12月8日、全日本キックボクシング連盟で全日本ヘビー級王者安部康博と対戦。3Rにダウンを奪われたものの、4Rに2度のダウンを奪い返し、判定勝ち。
2004年3月20日、Neo Fight 3で総合格闘技デビュー。
2004年6月12日、Spirit MCでデニス・カーンと対戦し、TKO負け。
2004年7月17日に開催予定であったパンクラス韓国大会で謙吾と対戦予定であったが大会が中止となった。
2004年7月25日、パンクラスで野地竜太と対戦し、開始12秒右フック一撃でKO勝ち。

## 戦績

### 総合格闘技
| 総合格闘技 戦績 | 総合格闘技 戦績 | 総合格闘技 戦績 | 総合格闘技 戦績 | 総合格闘技 戦績 | 総合格闘技 戦績 | 総合格闘技 戦績 |
| --------------- | --------------- | --------------- | --------------- | --------------- | --------------- | --------------- |
| 3 試合          | (T)KO           | 一本            | 判定            | その他          | 引き分け        | 無効試合        |
| 1 勝            | 1               | 0               | 0               | 0               | 0               | 0               |
| 2 敗            | 1               | 0               | 0               | 1               | 0               | 0               |

| 勝敗 | 対戦相手       | 試合結果               | 大会名                   | 開催年月日    |
| ○    | 野地竜太       | 1R 0:12 KO（右フック） | PANCRASE 2004 BRAVE TOUR | 2004年7月25日 |
| ×    | デニス・カーン | 1R 1:06 TKO            | Spirit MC 4: Revolution  | 2004年6月12日 |
| ×    | Ho Sub Yoon    | 反則（打撃）           | Neo Fight 3              | 2004年3月20日 |

### キックボクシング
| 勝敗 | 対戦相手 | 試合結果             | 大会名                                            | 開催年月日     |
| ○    | 安部康博 | 5R終了 判定3-0       | 全日本キックボクシング連盟「BACK FROM HELL - II」 | 2002年12月8日  |
| ○    | 西田和嗣 | 2R 0:18 KO（パンチ） | 全日本キックボクシング連盟「Brandnew Fight」      | 2002年10月17日 |

## 獲得タイトル
- 南アフリカリングコンタクト空手ファイティングヘビー級王座（1993年）
- 南アフリカリングコンタクト空手ファイティングヘビー級王座（1994年）
- 南アフリカアマチュアキックボクシングクルーザー級王座（1994年）
- 南アフリカリングコンタクト空手ファイティングヘビー級 準優勝（1995年）
- 南アフリカプロキックボクシングヘビー級王座（1997年）